# Paul Auster
Paul Benjamin Auster (3 tháng 2 năm 1947  –  30 tháng 4 năm 2024) là nhà văn ở Brooklyn được biết đến với những tác phẩm pha trộn giữa chủ nghĩa vô thường và tiểu thuyết tội phạm. Một số tác phẩm của ông là The New York Trilogy (1987), Moon Palace (1989) và The Brooklyn Follies (2005).

## Tiểu sử
Auster sinh ở Newark, New Jersey trong một gia đình Do Thái trung lưu. Cha mẹ ông là Samuel và Queenie Auster, có nguồn gốc Ba Lan. Ông lớn lên ở South Orange, New Jersey và tốt nghiệp trường trung học Columbia ở Maplewood. Ông đến Paris, Pháp sau khi tốt nghiệp trường Đại học Columbia và kiếm sống bằng nghề dịch các tác phẩm văn học Pháp. Trở lại Mỹ năm 1974, ông xuất bản thơ, luận, tiểu thuyết của chính ông và dịch những tác phẩm của các tác giả Pháp như là Stéphane Mallarmé, Joseph Joubert.
Ông cưới Siri Hustvedt, người vợ thứ hai của ông, vào năm 1981 và họ đến sống ở Brooklyn. Họ có một bé gái tên Sophie Auster. Người vợ trước của ông là nhà văn nổi tiếng Lydia Davids. Ông và bà có một đứa con trai tên Daniel Auster.
Ông còn là phó Chủ tịch của PEN American Center.

## Tác phẩm
Sau thành công của tác phẩm đầu tay The Invention of Solitude, ông cho ra đời loạt ba truyện trinh thám được xuất bản thành tập The New York Trilogy (bản dịch tiếng Việt là Trần trụi với văn chương của Trịnh Lữ). Tập sách không phải là những truyện trinh thám thông thường xoay quanh điều bí ẩn và các chứng cớ. Thay vào đó, ông dùng thể loại trinh thám để phơi bày những quan niệm về tồn tại, những câu hỏi về nhân dạng, không gian, ngôn ngữ và văn học. Ông tạo cho mình một phong cách hậu hiện đại đặc trưng trong các sáng tác.
Những tác phẩm của Auster thấm đẫm sự tìm kiếm cho nhân dạng và ý nghĩa đời người. Nhiều trong số đó tập trung vào vai trò của tình cờ và những sự kiện ngẫu nhiên (The Music of Chance (Nhạc đời may rủi)) hoặc mối liên hệ giữa con người với đồng loại, với môi trường (The Book of Illusions, Moon Palace). Người hùng trong các câu chuyện của Auster thường bị cuốn vào những kế hoạch bí hiểm và to tát của người khác. Năm 1995, Auster đồng viết kịch bản cho các bộ phim Smoke (đem về cho ông giải thưởng Independent Spirit Award cho kịch bản gốc xuất sắc) và Blue in the Face. Những tác phẩm gần đây của Auster như là Oracle Night (2004), The Brooklyn Follies (2005) và Travels in the Scriptorium cũng được đánh giá cao.

## Nền tảng sáng tác
Phân tâm học của Jacques Lacan và thuyết tiên nghiệm là hai thành tố quan trọng trong sáng tác của Auster.
Nói ngắn gọn, học thuyết của Lacan cho rằng chúng ta tiếp cận thế giới thông qua từ ngữ. Chúng ta quan sát thế giới thông qua giác quan nhưng thế giới bị cấu trúc hóa khi ta cảm nhận nó bằng đầu óc thông qua ngôn ngữ. Do đó tiềm thức (subconscious) cũng được cấu trúc bởi ngôn ngữ. Chúng ta chỉ có thể hình dung thế giới qua ngôn ngữ, nhưng lại có cảm giác thiếu hụt điều gì đó. Sự thiếu hụt chính là những cảm giác nằm ngoài ngôn ngữ. Thế giới được cấu trúc từ ngôn ngữ và điều này làm cho cái gì đó không được đề cập tới hoặc không được nói tới, nghĩ tới mà chỉ có thể được cảm nhận. Điều này chính là một trong những nền tảng sáng tác của Auster.
Lacan được xem là một trong những nhà tư tưởng chủ chốt cho chủ nghĩa hậu cấu trúc (poststructuralism). Nhiều học giả cố gắng tìm dấu vết của những triết gia thuộc trường phái này trong các tác phẩm của Auster như là Jacques Derida, Jean Baudrillard và Michel de Certeau, mặc dù chính Auster từng nói tư tưởng của những triết gia này ông "không thể chiêm nghiệm được".
Những thuyết gia tiên nghiệm tin rằng trật tự tượng trưng của nền văn minh tách chúng ta khỏi trật tự tự nhiên. Theo Thoreau in Walden, bằng cách thâm nhập tự nhiên, chúng ta có thể trở về với trật tự tự nhiên này.
Điểm chung của hai tư tưởng trên là câu hỏi về ý nghĩa của loài người. Những vai chính trong tác phẩm của Auster thường là những tác gia đã tạo cho mình lẽ sống bằng viết lách, và họ cố tìm thấy chốn cho mình trong trật tự tự nhiên để có thể sống thỏa hiệp trong nền văn minh.
Edgar Allan Poe, Samuel Beckett, và Herman Melville cũng có ảnh hưởng lớn đến Auster. Một số nhân vật của những nhà văn này tái xuất hiện trong tác phẩm của Auster (William Wilson trong New York Trilogy hay là Hawthorne's Fanshawe trong The Locked Room).
Những chủ đề thường xuất hiện trong sáng tác của Auster: 
- sự tình cờ
- mô tả đời sống khổ hạnh
- cảm giác về tai họa rình rập
- nhân vật trung tâm / người dẫn truyện là tác giả bị ám ảnh
- mất khả năng tri giác
- mất ngôn ngữ
- tái hiện cuộc sống thường ngày / đời thường
- thất bại
- thiếu vắng người cha
- viết, kể chuyện, tiểu thuyết trong tiểu thuyết
- liên văn bản
- lịch sử Mỹ
- đất nước Mỹ

## Danh sách tác phẩm

### Tuyển tập thơ
- Unearth (1974)
- Wall Writing (1976)
- Fragments from the Cold (1977)
- Facing the Music (1980)
- Disappearances: Selected Poems (1988)
- Ground Work: Selected Poems and Essays 1970-1979 (1991)
- Collected Poems (Tuyển tập thơ, 2007)

### Tiểu luận, hồi ký và tự truyện
- The Invention of Solitude (Khởi sinh của cô độc, 1982) hồi ký
- The Art of Hunger (1992)
- The Red Notebook (Cuốn sổ đỏ, 1995) tuyển tập truyện
- Hand to Mouth (1997)
- Winter Journal (2012) tự truyện
- Here and Now: Letters, 2008–2011 (Ở đây và bây giờ: Những bức thư, 2008 - 2011, 2013)
- Report from the Interior (2013) tự truyện
- A Life in Words: In Conversation with I. B. Siegumfeldt (2017)

### Hư cấu
- Squeeze Play (1984) (với bút danh Paul Benjamin)
- The New York Trilogy (Bộ ba New Your, 1987) tên khác là Trần trụi với văn chương
  - City of Glass (Thành phố thủy tinh, 1985)
  - Ghosts (Những con ma, 1986)
  - The Locked Room (Căn phòng khóa kín, 1986)
- In the Country of Last Things (1987)
- Moon Palace (1989)
- The Music of Chance (Nhạc đời may rủi, 1990)
- Auggie Wren's Christmas Story (1990)
- Leviathan (1992)
- Mr. Vertigo (1994)
- Timbuktu (1999)
- The Book of Illusions (2002)
- Oracle Night (2003)
- The Brooklyn Follies (2005)
- Travels in the Scriptorium (2006)
- Man in the Dark (Người trong bóng tối, 2008)
- Invisible (2009)
- Sunset Park (2010)
- Day/Night (2013)
- 4 3 2 1 (2017)
- Baumgartner (2023)[4]

### Kịch bản phim
- The Music of Chance (Nhạc đời may rủi, 1993)
- Smoke (1995)
- Blue in the Face (1995)
- Lulu on the Bridge (1998)
- The Inner Life of Martin Frost (2007)